# Hiện tượng khác bào tử

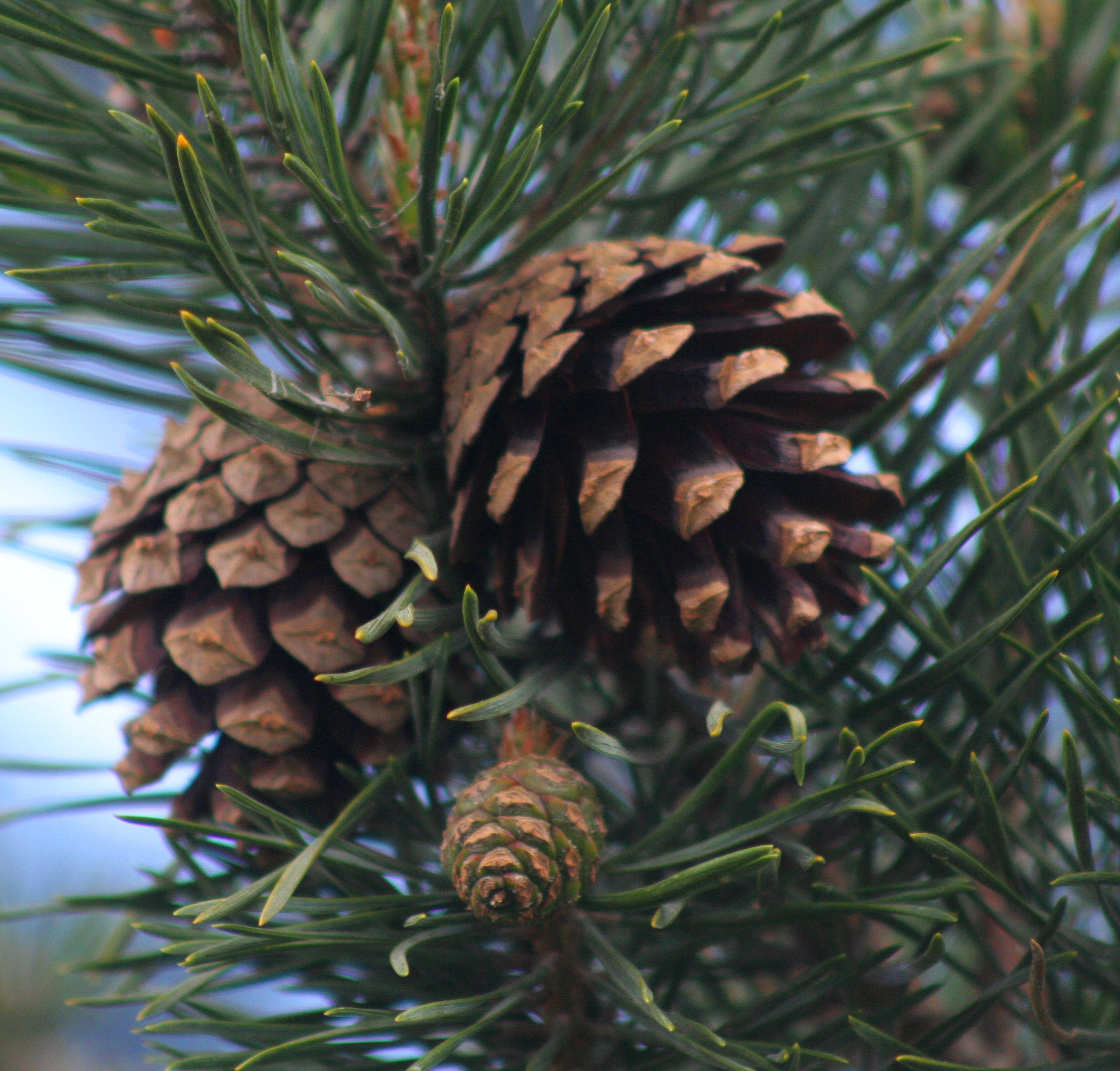
Một quả thông cái (Pinophyta) tạo ra đại bào tử của thực vật dị hợp này.

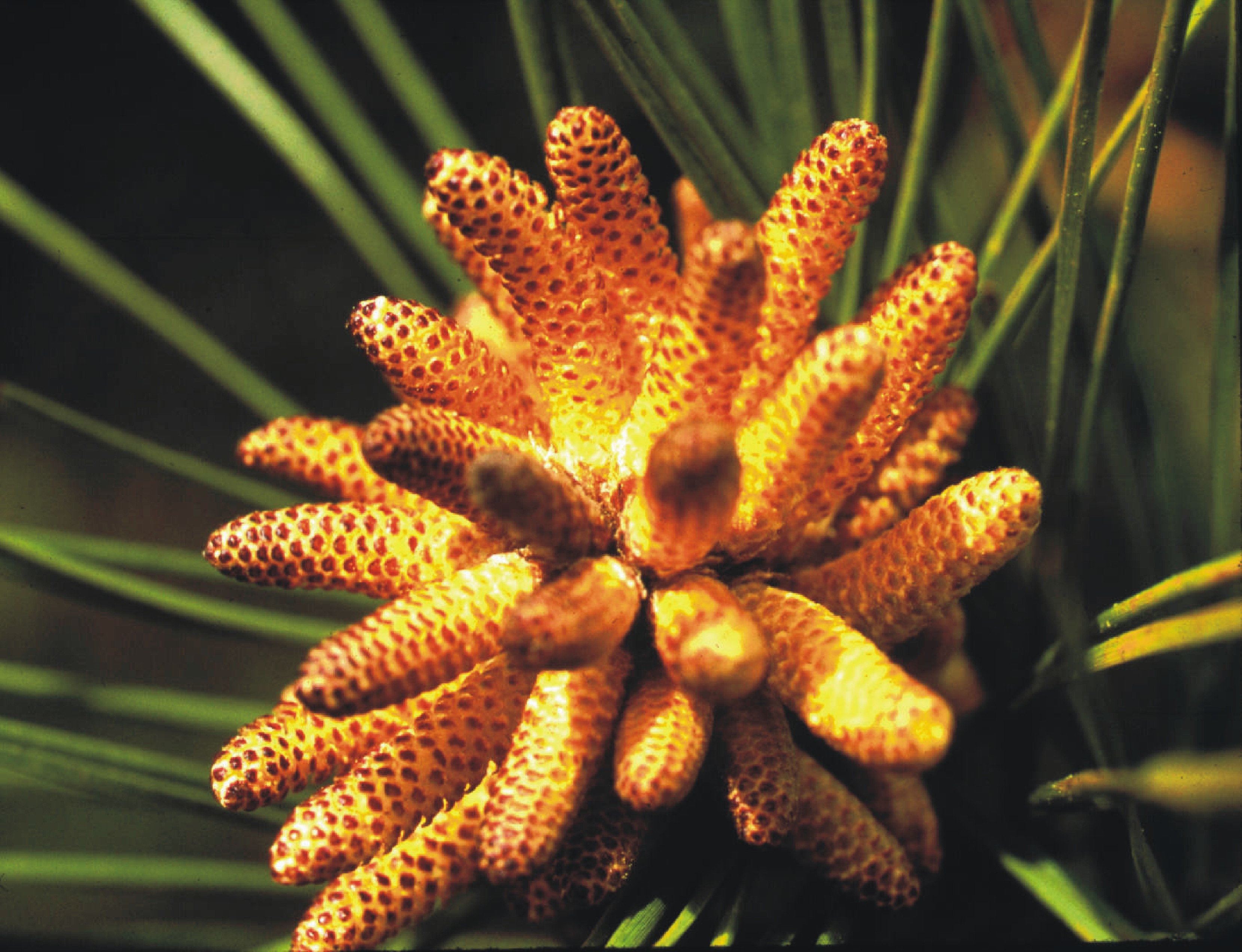
Một quả thông đực (Pinophyta) tạo ra vi bào tử của thực vật dị hợp này.

Hiện tượng khác bào tử là sản xuất các bào tử có hai kích cỡ và giới tính khác nhau bởi các bào tử của thực vật trên cạn. Nhỏ hơn trong số này, vi bào tử, là cá thể đực và đại bào tử lớn hơn là cá thể cái. Hiện tượng khác bào tử phát triển trong kỷ Devon giai đoạn từ bào tử một cách độc lập trong một số nhóm thực vật: thạch tùng, cỏ tháp bút, và các thực vật hạt trần. Điều này xảy ra như là một phần của quá trình tiến hóa của thời điểm phân chia giới tính.